# Zdeněk Přikryl
Zdeněk Přikryl (4. července 1928 Chomoutov u Olomouce – 2. dubna 2020 Hranice) byl český sochař.

## Životopis
V roce 1947 odmaturoval na Polívkově reálném gymnáziu. V roce 1951 zakončil své studium výtvarného umění na Pedagogické fakultě Univerzity Palackého. O rok později získal doktorát v oblasti pedagogiky a dějin umění. Během svých studií značně čerpal z francouzského sochařství, a jeho díla jsou tak vzdálena tradiční české sochařské škole.
Věnoval se návrhu také českých medailí. V roce 1964 uskutečnil ve Francii svojí první výstavu vlastních děl, o čtyři roky později vystavoval ve Vídni.
Vyučoval jako profesor na Univerzitě Palackého v Olomouci.
Za rok 2002 obdržel Cenu města Olomouce v oblasti výtvarné umění.